# طراحی فرایند محور
طراحی فرایند محور یک متدولوژی طراحی نرم‌افزار است که رویکرد مبتنی بر کسب و کار را به منظور طراحی رابط کاربری پیشنهاد می کند.

## هدف
این متد در برنامه های سازمانی هنگامی که یک فرایند کسب و کار مورد استفاده قرار گیرد هدف گزاری می شود. بر خلاف سیستم های محتوی محور مانند وب سایت ها یا پورتال ها , برنامه های سازمانی به منظور ایجاد فرایندهای سازمانی مورد استفاده قرار می گیرند.